# Johann Tychsen Hemsen
Johann Tychsen Hemsen (* 15. Oktober 1792 in Wrixum; † 15. Mai 1830 in Göttingen) war ein deutscher lutherischer Theologe.

## Leben
Hemsen besuchte kein Gymnasium, sondern erhielt Privatunterricht vom Pastor Bahne Asmussen. Anderen Unterricht erhielt er nicht. Im Jahr 1812 bezog er die Universität Kopenhagen zum Theologiestudium, welches bis 1817 andauerte. Das Studium setzte er ein weiteres Jahr an der Universität Göttingen fort. In Kopenhagen bestand er das Amtsexamen der Theologie und bemühte sich anschließend um eine Stelle als Prediger. Der letzte Termin, an dem er probepredigen sollte, war am 29. Mai 1821 in Deezbüll. Als aber auch dieses Mal seine Bemühungen scheiterten, entschied er sich, die akademische Karriere anzustreben. So promovierte er an der Göttinger Universität kurz darauf zum Doktor der Philosophie. Kurz darauf stellte man ihn an der Universität als Privatdozent an. Schließlich bekam er 1822 doch noch eine Aushilfs-Predigerstelle, allerdings an der Universitätskirche. Im Folgejahr wurde er sowohl zum zweiten Universitätsprediger wie auch zum außerordentlichen Professor befördert. Zum Doktor der Theologie wurde er 1825 ernannt. Seine Lehr- und Predigerstelle hielt er bis zu seinem plötzlichen Tode im Alter von 37 Jahren inne.

## Werke
- Die Authentie der Schriften des Evangelisten Johannes untersucht (1823)
- Anaxagoras Clazomenius, sive de vita ejus atque philosophia (Göttingen 1824)
- Der Apostel Paulus, sein Leben, Wirken und seine Schriften (1830)